# Chol Kirí
Chol Kirí es uno de los ocho distritos que forman la provincia camboyana de Kompung Chinang, con una población estimada en marzo de 2008 de 32 048 habitantes. Está dividido en las siguientes  comunas (khum), que se muestran asimismo con población estimada de 2008:
- Chol Sar 6,091
- Kampong Os 3,719
- Kaoh 8,929
- Peam Chhkaok 5,070
- Prey Kri 8,239[1]